# Refik Šabanadžović
Refik Šabanadžović (Tuzi, 2 de agosto de 1965) é um ex-futebolista bosníaco, nascido no atual Montenegro. 

## Carreira nacional
Jogava na defesa, tendo debutado em 1981 no Dečić Tuzi, o clube de sua cidade natal, logo sendo descoberto pelo Budućnost Titogrado, da capital da então RS de Montenegro. Em 1983, aos dezoito anos, Šabanadžović foi jogar no Željezničar Sarajevo, um dos principais clubes da terra de suas raízes, a Bósnia. 
Tornou-se um dos principais zagueiros do futebol iugoslavo na equipe, à época treinada por Ivica Osim. Em sua primeira temporada, ajudou o clube a chegar ao terceiro lugar no campeonato iugoslavo, o que credenciou o Željezničar a jogar a Copa da UEFA na temporada seguinte. No torneio europeu, o time chegou às semifinais, perdendo a vaga na final (onde jogaria contra o Real Madrid) nos minutos finais do jogo contra os húngaros do Videoton (atual Fehérvár). 
Após quatro anos no Željezničar, foi contratado em 1987 pelo poderoso Estrela Vermelha, da capital Belgrado. Os títulos demorariam a chegar, mas a espera compensou: em 1990, veio os títulos tanto na Liga Iugoslava quanto na Copa da Iugoslávia; no ano seguinte, um bi no campeonato e o mais importante, a Copa dos Campeões da UEFA. 

## Exterior
Com a iminente dissolução do país, foi em seguida jogar na equipe grega do AEK Atenas, logo conquistando um tricampeonato grego em 1992, 1993 e 1994. Em 1996, foi para os rivais do Olympiacos, vencendo outras duas vezes a Liga Grega, em 1997 e 1998. Já veterano, foi jogar no Kansas City Wizards a convite de um ex-colega de Estrela, Predrag "Preki" Radosavljević, então jogador da Seleção Norte-Americana. Foi nos EUA, em 1999, onde Šaba encerrou a sua carreira, aos 34 anos de idade.

## Seleção
Šabanadžović realizou oito partidas pela Iugoslávia entre 1986 e 1990, tendo jogado a Copa do Mundo de 1990. Foi expulso nas quartas-de-final, contra a Argentina, na partida em que os iugoslavos foram nos pênaltis eliminados. Não chegou a atuar pela Bósnia, onde atualmente reside na capital, Sarajevo, ao ldao de sua esposa Zerina, com quem tem quatro filhos.

## À beira da morte
Em 18 de novembro de 1988, quando jogava pelo Estrela Vermelha, durante uma partida do campeonato no estádio Grbavica contra seu antigo clube, o Željezničar, Šabanadžović se chocou com Blaž Slišković. O impacto foi tão forte que o defensor ficou em coma por três dias. Entretanto, ele se recuperou completamente e retornou aos gramados quase um ano depois.